# Slettfjellnutane
Slettfjellnutane är en bergstopp i Antarktis. Den ligger i Östantarktis. Norge gör anspråk på området. Toppen på Slettfjellnutane är 1 340 meter över havet, eller 145 meter över den omgivande terrängen. Bredden vid basen är 6,2 km.
Terrängen runt Slettfjellnutane är kuperad västerut, men österut är den platt. Trakten är glest befolkad. Närmaste befolkade plats är Sarie Marais, 17,8 kilometer öster om Slettfjellnutane. 